# Planejamento de tecnologia da informação
O planejamento de tecnologia da informação é uma disciplina dentro do domínio de Tecnologia da informação e Sistemas de informação e preocupa-se em fazer com que a composição do processo de planejamento para investimentos em tecnologia da informação e tomada de decisão seja um processo mais rápido, flexivel e compleamente alinhado. De acordo com a Architecture & Governance Magazine, o planejamento (estratégico) de TI tornou-se uma disciplina abrangente dentro do domínio de Planejamento estratégico no qual a arquitetura corporativa é hoje uma das várias capacidades.

## Argumentos para o Planejamento de Tecnologia da Informação
A TI leva muito tempo para ajustar seus planos para atender às necessidades de negócios. No momento em que a TI está preparada, oportunidades se passaram e os planos estão obsoletos. A TI não possui os meios para compreender como ela atualmente suporta a estratégia de negócios. A ligação entre as suas capacidades - e seus custos associados, benefícios e riscos - e necessidades de negócio não está traçado. Além disso, a coleta de informações e processamento de números atrasam o processo.
A TI faz planos que não refletem o que ela vai realmente fazer ou o que o negócio realmente precisa. No fim das contas, o negócio não entende como a TI contribui para a execução da estratégia. A TI não começa a planejar com uma imagem clara de qual demanda é verdadeiramente estratégica ou quais ações terão o maior impacto. Informações sobre as necessidades do negócio e os custos, benefícios, capacidades e riscos de TI vem de fontes de qualidade variável. A TI então faz decisões de planejamento baseadas em informações enganosas.
Muitas vezes, os planos de TI acabam se tornando rígidos e inverificáveis. Geralmente não incluem contingências que reduzem o impacto da mudança, nem que tenham sido verificados como o melhor plano de ação através da comparação com alternativas e cenários. A TI simplesmente não têm tempo e informações para o planejamento. Preparar manualmente vários planos e selecionar o melhor levaria muito tempo para a maioria das organizações - especialmente considerando a disponibilidade da informação necessária para uma comparação.